# Grasac (Alta Garona)
Grasac (francès Grazac) és un municipi del departament francès de l'Alta Garona, a la regió d'Occitània.